# Jaroslava Schallerová
Jaroslava Schallerová (* 25. April 1956 in Prag, Tschechoslowakei) ist eine tschechische Schauspielerin.

## Leben
Jaroslava Schallerová wurde 1956 in Prag geboren und wuchs dort auf. Schallerovás Vater war ein Laiendarsteller. Auch Schallerová interessierte sich schon im Kindesalter für Ballett, Gymnastik und Sport. Im Alter von 13 Jahren bekam Schallerová ihre erste Filmrolle. Sie setzte sich gegen 1.500 Konkurrentinnen im Casting durch und erhielt die Hauptrolle im Märchenfilm Valerie – Eine Woche voller Wunder. Durch diesen Auftritt wurde Schallerová nicht nur in ihrem eigenen Land, sondern auch im Ausland bekannt. Es folgten mehrere Film- und Fernsehangebote. 1989 schloss sie ihre Ausbildung als Kosmetikerin ab und arbeitet seitdem als Kosmetikberaterin. Inzwischen ist sie mit Petr Porada verheiratet, den sie bereits aus ihrer frühen Schauspielzeit kannte. Sie haben zwei gemeinsame Söhne.

## Filmografie
- 1970: Valerie – Eine Woche voller Wunder (Valerie a týden divů)
- 1970: Szép lányok, ne sírjatok!
- 1971: Die Hochzeiten des Herrn Peter Vok (Svatby pana Voka)
- 1971: Agnus dei (Égi bárány)
- 1971: Végre, hétfö!
- 1971: Ameisennest (Hangyaboly)
- 1972: Frühes Versprechen (My, ztracený holky)
- 1972: Homolkas auf Urlaub (Homolka a tobolka)
- 1973: Die Elixiere des Teufels
- 1973: Die Mitternachtskolonne
- 1973: Liebe (Láska)
- 1973: Rallye gegen die Vernunft (Známost sestry Aleny)
- 1973: Maturita za skolou
- 1973: Indizien gegen alle (Zlá noc)
- 1974: Adam und Otka (Adam a Otka)
- 1974: Menschen der Metro (Lidé z metra)
- 1975: Sperk (Fernsehfilm)
- 1975: Zwei Mann zur Stelle (Dva muzi hlásí príchod)
- 1975: Zwei Welten im Hotel Pazifik (Zaklete rewiry)
- 1976: Zirkus im Zirkus (Cirkus v cirkuse)
- 1976: Die kleine Meerjungfrau (Malá mořská víla)
- 1976: Rozdelení
- 1976: Bis zum letzten Atemzug (Do posledneho dychu)
- 1977: Der Hasenhüter (Fernsehfilm)
- 1977: Lauf, damit dir nichts davonläuft (Bez, at ti neutece)
- 1977: 30 Jungfrauen und Pythagoras (30 panen a Pythagoras)
- 1978: Proc neverit na zázraky
- 1979: Písen o stromu a ruzi
- 1979: Die Magermilchbande (Fernsehserie)
- 1979: Der Katzenprinz
- 1979: Die Gänsehirtin am Brunnen
- 1980: Flucht nach Hause (Úteky domu)
- 1987: Hamster im Nachthemd (Krecek v nocní kosili, Fernsehserie, Episoden 1×02–1×05)
- 1990: Uf – oni jsou tady
- 1993: Flash – Der Fotoreporter (Fernsehserie, Episoden 1×04–)
- 2010: Waking Valerie (Kurzfilm)